# Areszt Śledczy w Lwówku Śląskim
Areszt Śledczy w Lwówku Śląskim – zlikwidowany areszt w Lwówku Śląskim. Budynek dawnego aresztu znajduje się przy ul. Zwycięzców 1c. Jest to obiekt zamknięty, nieudostępniony dla zwiedzających.
Budowa więzienia graniczącego bezpośrednio z sądem miała ułatwić transport skazanych i podejrzanych na rozprawy sądowe. Takie rozwiązanie przestrzenne stosowano w przypadku wielu tego typu budowli wznoszonych na Dolnym Śląsku na wzór kompleksu penitencjarno – sądowego u zbiegu ul. Podwale i Krupnicza we Wrocławiu, zbudowanego w latach 1845–1852.

## Historia

### Początki zakładu
Lwówecki zakład karny został wzniesiony ok. 1909 r. z kamienia łamanego i cegły w formie, która nawiązywać miała do gotyckiego zamku obronnego. Cele ulokowane w budynku przeznaczone były dla mężczyzn z krótkimi karami aresztu bądź wieloletniego uwięzienia, na podstawie wyroków zapadłych w sądach obwodowych w Lwówku Śląskim, Gryfowie Śląskim lub też Nowogrodźcu. W 1935 roku dotychczasowy zakład penitencjarny został zlikwidowany, by w jego miejscu utworzyć areszt dla młodocianych przestępców z okręgu sądu krajowego w Jeleniej Górze. Od 12 listopada 1941 r. budynek przekształcono w areszt i więzienie dla dziewcząt z okręgu wyższego sądu krajowego we Wrocławiu. Pod koniec 1944 r. lwówecka placówka została opróżniona w związku z nowymi planami ewakuacyjnymi na Dolnym Śląsku. Ustalono, że mniejsze zakłady penitencjarne będą miały za zadanie służyć noclegiem i aprowizacją przechodzącym transportom. W pierwszej połowie lutego 1945 r., gdy z więzienia z Legnicy wyprowadzono czterdziestu Polaków i kilkunastu Niemców, kolumna kierowana przez nadprokuratora Henkera, nim dotarła do Zgorzelca, zaliczyła po drodze dwa postoje: areszt w Lwówku Śląskim oraz więzienie w Lubaniu.

### Lata powojenne
Po wojnie w areszcie osadzano więźniów skazywanych przez Sąd Powiatowy. Odbywali tu oni wyroki za przestępstwa pospolite. Osadzeni przebywali w lwóweckim więzieniu w latach 1957-1979. Ich listy są przechowywane w Zakładzie Karnym Nr 1 we Wrocławiu. W latach 50. w lwóweckim więzieniu znajdowało się kilkukrotnie więcej aresztowanych i więźniów niż wynikało to z obliczeń Wydziału Więziennictwa WUBP we Wrocławiu, wg którego w lwóweckim zakładzie mogło przebywać do 150 osadzonych. W 1950 r. w lwóweckim więzieniu odbywało wyroki 613 osób. Jeszcze trudniejsza sytuacja miała miejsce w roku 1951, czego dowodzi raport z kontroli aresztu. 27 lipca 1951 r. odnotowano spore przeludnienie w celach. Dwuosobowe cele mieściły dwa razy więcej więźniów niż powinny. W związku z tym w wielu pomieszczeniach na jednej pryczy spało po dwie osoby.
W owym czasie w zakładzie była pralnia i dwa karcery, oba pozbawione okien oraz swobodnego dopływu powietrza.
W areszcie, przez pewien czas, funkcjonował warsztat krawiecki oraz introligatornia. Część tych prac wykonywały kobiety, które przetrzymywano tutaj do 1952 r. Od tego roku powoli zmniejszała się liczba osadzonych, najczęściej osiągając stan ok. 60 więźniów śledczych i karnych. Z niepełnych danych wynika, że w lwóweckim areszcie w latach 1945-1956 zmarło dwoje więźniów.
Budynek jako areszt funkcjonował do lat 70. W latach osiemdziesiątych XX w., po zamknięciu obiektu, budynek służył jako pralnia dla pobliskiego szpitala. Następnie przez ponad dwie dekady dawny areszt wykorzystywano jako magazyn. Po latach przeznaczania budynku więzienia do rozmaitych celów, władze powiatu postanowiły w końcu pozbyć się aresztu.

### Współczesność
We wrześniu 2005 r. budynek wraz z otaczającym go terenem wystawiono za 303 tys. zł. Dodatkowo, by zachęcić potencjalnych nabywców, przedstawiono opis dawnego zakładu karnego. Ponieważ pierwszy przetarg z 14 listopada 2005 r. nie doprowadził do sprzedaży, dlatego 28 marca 2006 r. przeprowadzono kolejny. Tym razem cena wywoławcza nieruchomości wynosiła już tylko 200 tys. zł. Zakup stuletniego aresztu nie przyniósł jednak oczekiwanego rezultatu. Budynek po niedługim czasie trafił do biura sprzedaży nieruchomości i został wystawiony na sprzedaż za znacznie większą sumę.

## Galeria

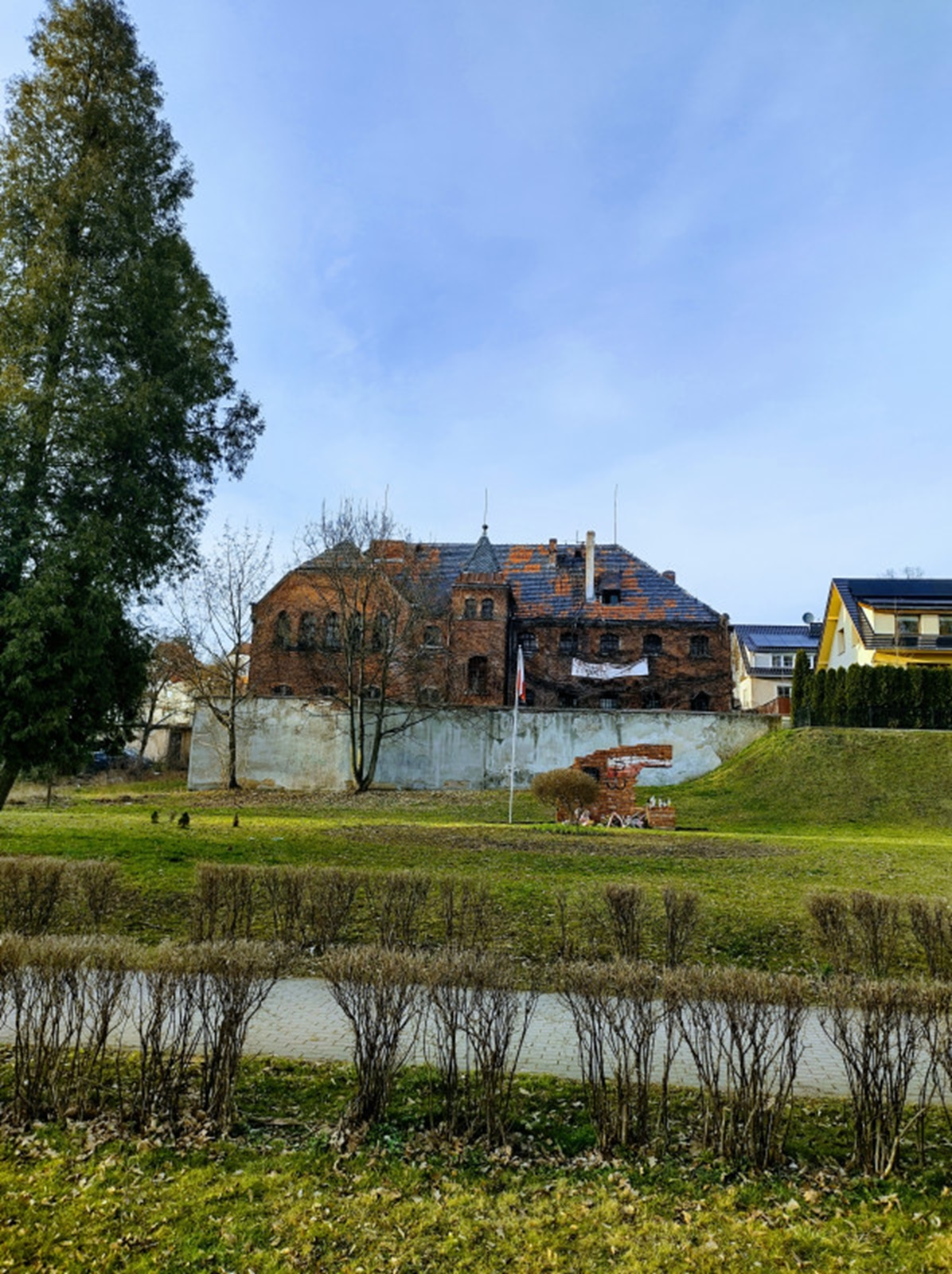
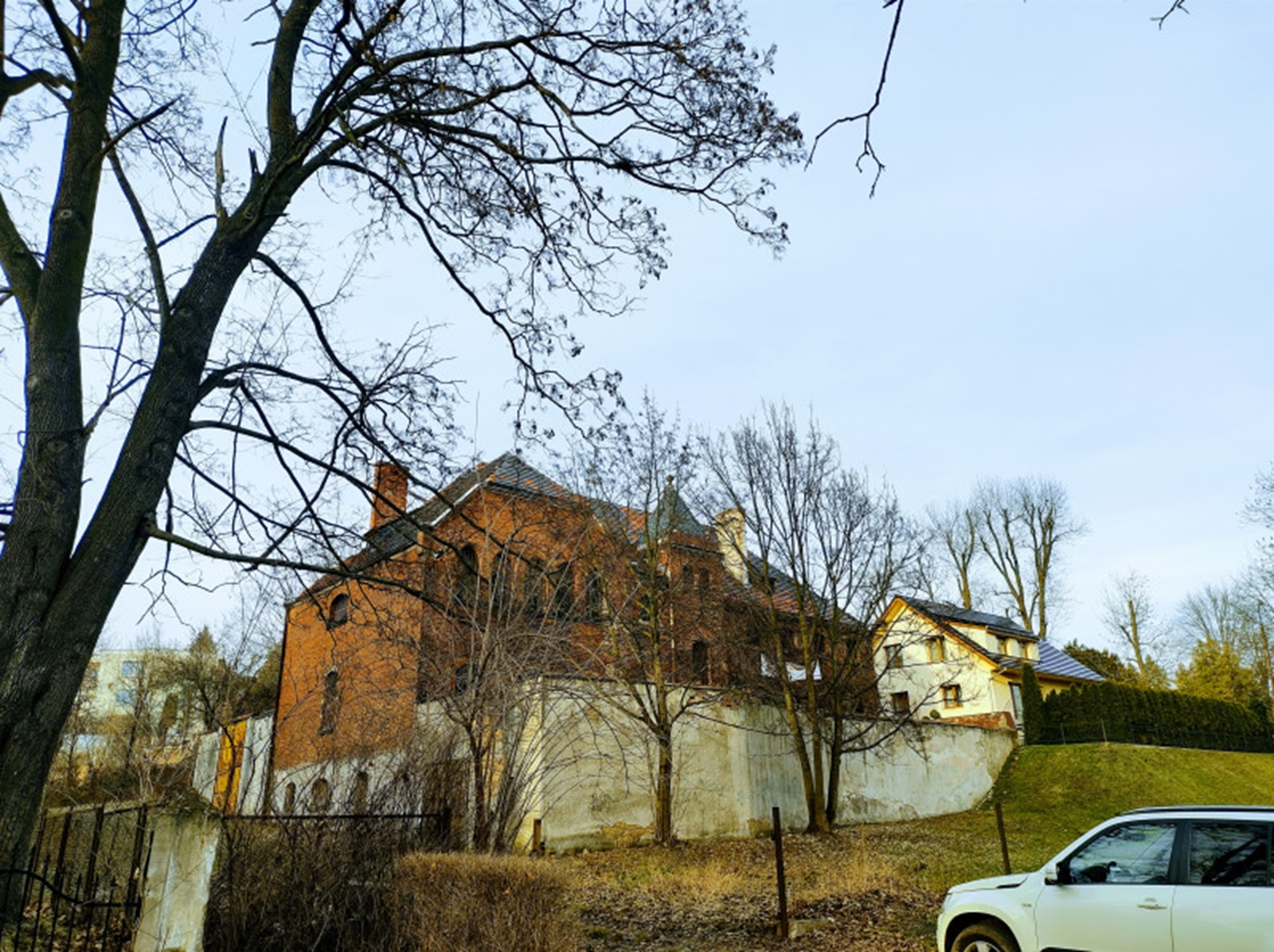
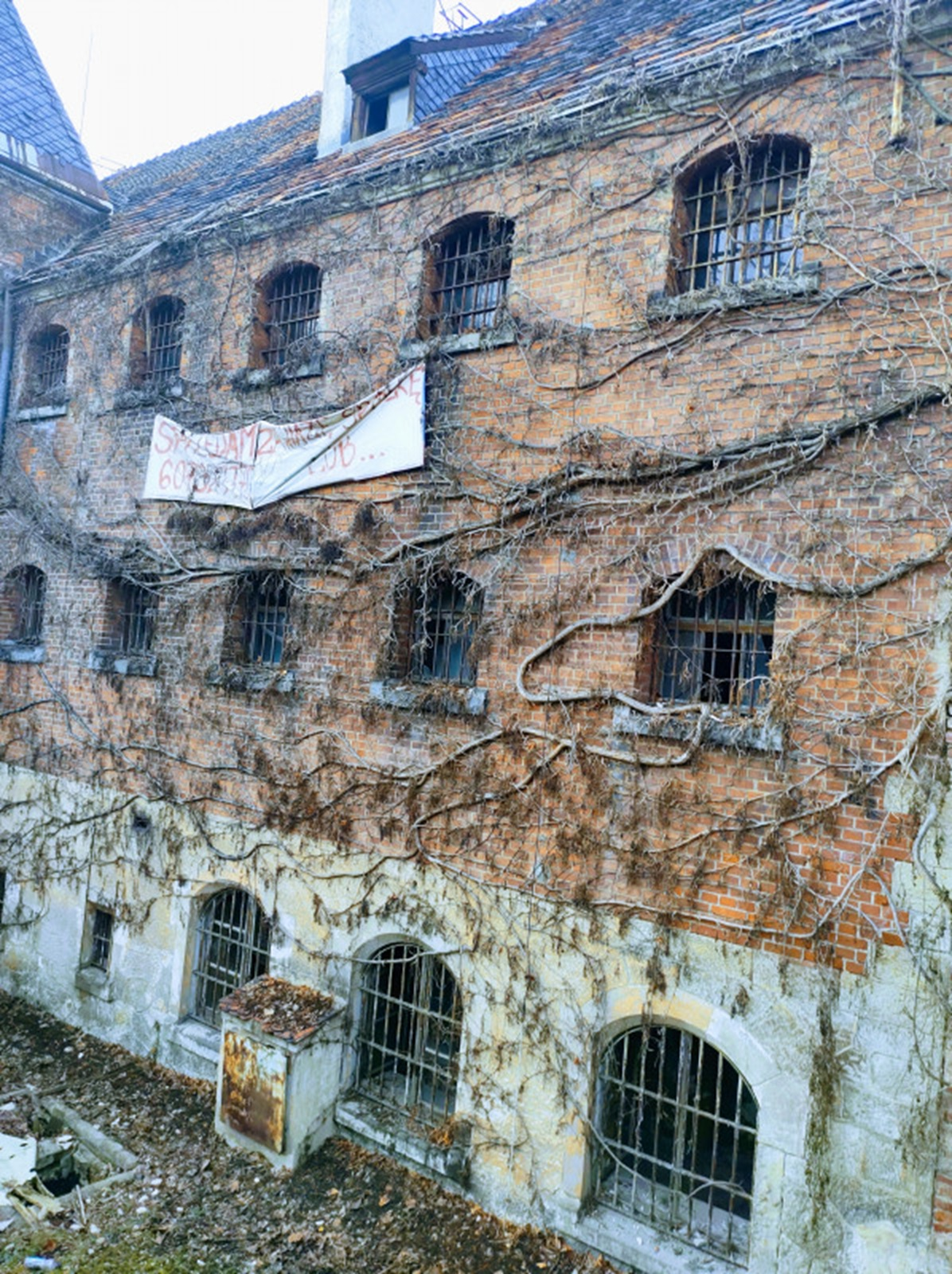
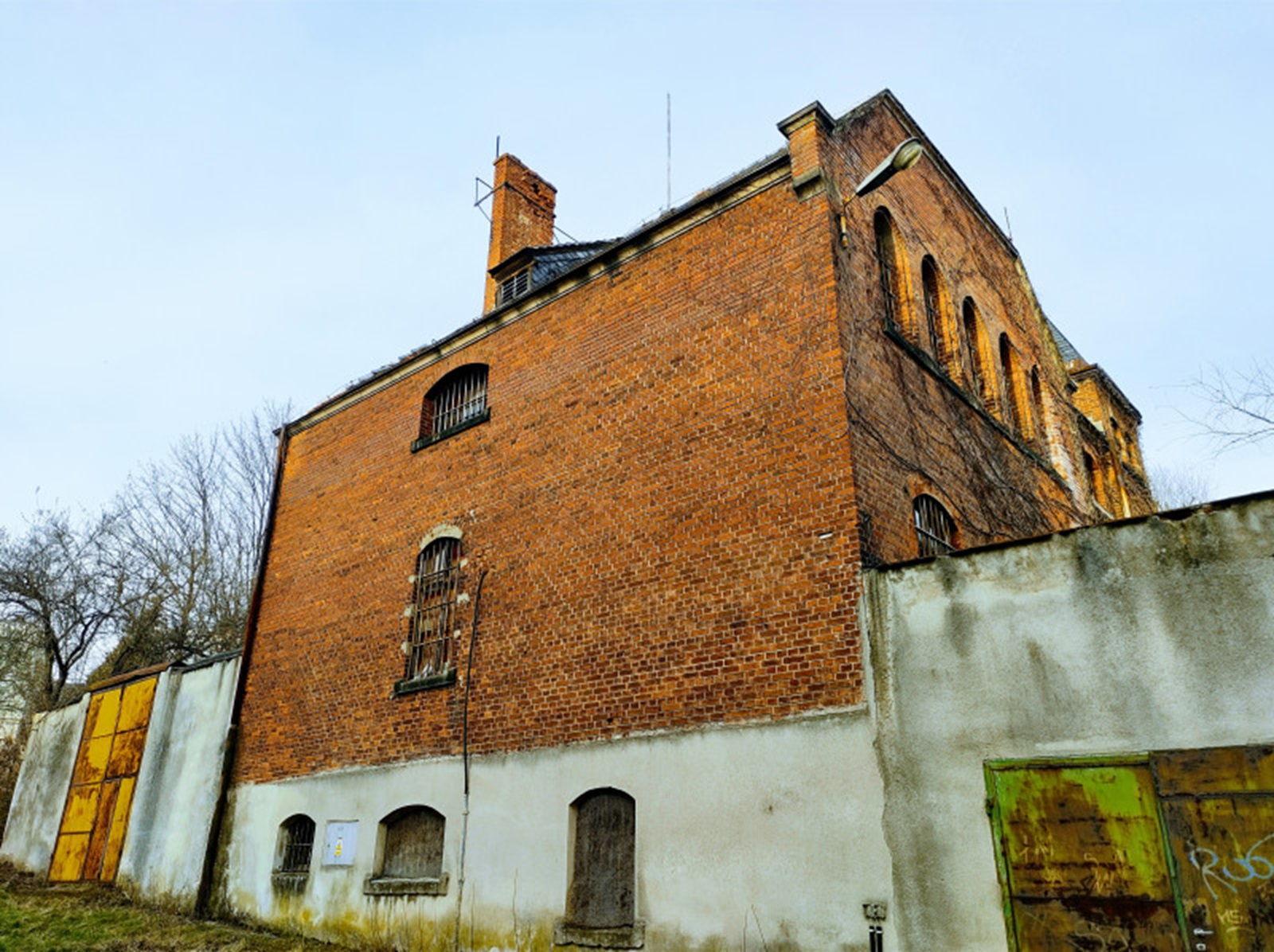